# بوابة الصوت
بوابة الصوت هي المشابه الصوتي لبوابات الويب، والتي توفر المعلومات من خلال الأوامر الصوتية و الرد الصوتي. الفكرة أن بوابة الصوت تكون المدخل لأي نوع من المعلومات، الخدمات، أو الحوالات الموجودة على الإنترنت. الاستخدام الأشهر هو قائمة مشاهدة الأفلام و تجارة التبادل.
في دوائر الاتصالات، بوابات الصوت قد تشير إلى أنظمة الاستجابة الصوتية التفاعلية، هذا المصطلح يتضمن أيضاً خدمة نغمة مزدوجة بإشارات متعددة التردد (Dual-tone multi-frequency signaling).
مع ظهور المساعدين الشخصيين مثل: مساعد أبل سيري، أمازون أليكسا (Amazon Alexa)، مساعد جوجل، كورتانا من مايكروسوفت، و بيكسبي (Bixby) من سامسونج ، بوابات الصوت يمكن الوصول لها من خلال أجهزة المحمول والمتحدث الذكي بعيد النطاق مثل: جوجل هوم (Google Home) و أمازون إيكو (Amazon Echo).

## المميزات
بوابات الصوت لا تعتمد علي جهاز الوصول، وذلك يتوضح في أن كل الأجهزة حتى أجهزة الموبايل ضعيفة الأداء يمكنها الوصول للخدمة، بوابة الصوت تتحدث مع المستخدم في لغته الأم وهذا يقلل صعوبة تعليم مستخدم الخدمة كيفية إستخدامها علي العكس من الخدمات المعتمدة علي الإنترنت أو خدمة إرسال الرسائل.

## الحدود
الصوت هو الأداة الأساسية للتواصل عامة لكن المعلومات التي يوفرها لا تقارن بالمعلومات البصرية.
كمثال، معظم مستخدمي الإنترنت يحاولون البحث عن مصطلح معين، يفحص النتائج المُقدمة، ومن ثم يُعدل مصطلح البحث لكي يُلغي النتائج الغير مرتبطة ببحثه. ربما يستغرق هذا بعض التكرار السريع حتي يحصلوا علي القائمة المرجوة من البحث. الطريق المذكورة سابقاً لا تنفع مع النتائج المنطوقة، وهذا بسبب الوقت المستغرق في هذه الطريقة. في هذه الحالة يمكن استخدام التفاعل المتعدد الوسائط (Multimodal interaction) في الواجهة الصوتية فقط.

## روابط خارجية
- Designing the Voice User Interface for Automated Directory Assistance. Amir Mané and Esther Levin
- 888-TelSurf (beta) Review & Rating | PCMag.com
- Start-ups dream of a Web that talks
- VoiceDBC: A semi-automatic tool for writing speech applications. Honours Thesis 2002. Stephen Choularton PhD